# Lepidiota pruinosula
Lepidiota pruinosula är en skalbaggsart som beskrevs av Heller 1921. Lepidiota pruinosula ingår i släktet Lepidiota och familjen Melolonthidae. Inga underarter finns listade i Catalogue of Life.